# Ayax
Ayax S.A. ist ein Automobilhändler und ehemaliger Automobilhersteller aus Montevideo, der Hauptstadt von Uruguay.

## Geschichte
Das 1945 gegründete Unternehmen AYAX S.A., das zunächst neben Fahrzeugen der Marken Opel und Chevrolet auch verschiedene Laborprodukte sowie Textil- und Papiermaschinen importierte, wurde 1962 zu 100 % von seinem Geschäftsführer Emilio J. Curcio übernommen. Die Vertretung von General Motors wurde 1968 zugunsten der Marken Fiat und Toyota aufgegeben.
Während die Vertretung und Montage von Fiat-Fahrzeugen wieder abgegeben wurde, wurde die Fertigung von Toyota-Fahrzeugen fortgesetzt.
Die Montagetätigkeit endete in den 1990er Jahren. Die 2004 gegründete Tochtergesellschaft Lucca Design ist als Zulieferer für Toyota Argentina tätig.

## Modelle
Das Modell Hilux wurde ab 1971 montiert, während ab 1985 der Corolla und weitere Hilux-Versionen (Pick-up und Doppelkabine) dazukamen.